# بيديك (نوفا سكوشا)
بيديك (بالإنجليزية: Baddeck, Nova Scotia)‏ هي بلدة تقع في كندا في Victoria County. يقدر عدد سكانها بـ 769 نسمة .

## المناخ
يظهر الجدول التالي التغييرات المناخية على مدار السنة لبيديك:
| البيانات المناخية لـبيديك          | البيانات المناخية لـبيديك | البيانات المناخية لـبيديك | البيانات المناخية لـبيديك | البيانات المناخية لـبيديك | البيانات المناخية لـبيديك | البيانات المناخية لـبيديك | البيانات المناخية لـبيديك | البيانات المناخية لـبيديك | البيانات المناخية لـبيديك | البيانات المناخية لـبيديك | البيانات المناخية لـبيديك | البيانات المناخية لـبيديك | البيانات المناخية لـبيديك |
| الشهر                              | يناير                     | فبراير                    | مارس                      | أبريل                     | مايو                      | يونيو                     | يوليو                     | أغسطس                     | سبتمبر                    | أكتوبر                    | نوفمبر                    | ديسمبر                    | المعدل السنوي             |
| ---------------------------------- | ------------------------- | ------------------------- | ------------------------- | ------------------------- | ------------------------- | ------------------------- | ------------------------- | ------------------------- | ------------------------- | ------------------------- | ------------------------- | ------------------------- | ------------------------- |
| الدرجة القصوى °م (°ف)              | 17.0 (62.6)               | 12.2 (54.0)               | 23.5 (74.3)               | 25.6 (78.1)               | 30.6 (87.1)               | 33.9 (93.0)               | 35.0 (95.0)               | 36.7 (98.1)               | 33.0 (91.4)               | 28.9 (84.0)               | 22.8 (73.0)               | 17.2 (63.0)               | 36.7 (98.1)               |
| متوسط درجة الحرارة الكبرى °م (°ف)  | −1.1 (30.0)               | −1.1 (30.0)               | 2.2 (36.0)                | 7.3 (45.1)                | 14.0 (57.2)               | 19.0 (66.2)               | 23.0 (73.4)               | 23.1 (73.6)               | 19.1 (66.4)               | 12.9 (55.2)               | 7.1 (44.8)                | 2.0 (35.6)                | 10.6 (51.1)               |
| المتوسط اليومي °م (°ف)             | −5.4 (22.3)               | −5.8 (21.6)               | −2.3 (27.9)               | 3.2 (37.8)                | 9.0 (48.2)                | 13.9 (57.0)               | 18.1 (64.6)               | 18.5 (65.3)               | 14.6 (58.3)               | 8.9 (48.0)                | 3.8 (38.8)                | −1.5 (29.3)               | 6.3 (43.3)                |
| متوسط درجة الحرارة الصغرى °م (°ف)  | −9.6 (14.7)               | −10.5 (13.1)              | −6.8 (19.8)               | −0.9 (30.4)               | 4.0 (39.2)                | 8.7 (47.7)                | 13.3 (55.9)               | 13.7 (56.7)               | 10.0 (50.0)               | 4.8 (40.6)                | 0.5 (32.9)                | −4.9 (23.2)               | 1.9 (35.4)                |
| أدنى درجة حرارة °م (°ف)            | −29.0 (−20.2)             | −32.2 (−26.0)             | −31.1 (−24.0)             | −15.6 (3.9)               | −7.2 (19.0)               | −5.6 (21.9)               | −1.1 (30.0)               | 1.7 (35.1)                | −2.2 (28.0)               | −5.6 (21.9)               | −14.0 (6.8)               | −22.2 (−8.0)              | −32.2 (−26.0)             |
| الهطول مم (إنش)                    | 155.0 (6.10)              | 125.6 (4.94)              | 128.6 (5.06)              | 125.8 (4.95)              | 104.0 (4.09)              | 104.8 (4.13)              | 97.5 (3.84)               | 107.2 (4.22)              | 127.8 (5.03)              | 137.1 (5.40)              | 155.0 (6.10)              | 166.3 (6.55)              | 1٬534٫7 (60.42)           |
| معدل هطول الأمطار مم (إنش)         | 73.3 (2.89)               | 59.1 (2.33)               | 79.7 (3.14)               | 106.5 (4.19)              | 103.0 (4.06)              | 104.8 (4.13)              | 97.5 (3.84)               | 107.2 (4.22)              | 127.8 (5.03)              | 136.0 (5.35)              | 132.5 (5.22)              | 95.4 (3.76)               | 1٬222٫6 (48.13)           |
| متوسط تساقط الثلوج سم (إنش)        | 81.7 (32.2)               | 66.6 (26.2)               | 48.9 (19.3)               | 19.4 (7.6)                | 1.0 (0.4)                 | 0.0 (0.0)                 | 0.0 (0.0)                 | 0.0 (0.0)                 | 0.0 (0.0)                 | 1.1 (0.4)                 | 22.5 (8.9)                | 71.0 (28.0)               | 312.0 (122.8)             |
| متوسط أيام هطول الأمطار (≥ 0.2 mm) | 19.5                      | 14.7                      | 14.3                      | 14.8                      | 13.8                      | 13.0                      | 12.8                      | 13.2                      | 14.3                      | 16.8                      | 20.1                      | 20.1                      | 187.3                     |
| متوسط الأيام الممطرة (≥ 0.2 mm)    | 7.5                       | 6.0                       | 8.5                       | 12.6                      | 13.8                      | 13.0                      | 12.8                      | 13.2                      | 14.3                      | 16.4                      | 16.4                      | 9.8                       | 144.3                     |
| متوسط الأيام المثلجة (≥ 0.2 cm)    | 14.6                      | 10.6                      | 7.2                       | 3.5                       | 0.26                      | 0.0                       | 0.0                       | 0.0                       | 0.0                       | 0.47                      | 4.8                       | 12.4                      | 53.9                      |
| المصدر: Environment Canada         |                           |                           |                           |                           |                           |                           |                           |                           |                           |                           |                           |                           |                           |